# Rezerwat przyrody Grocholin
Rezerwat przyrody Grocholin – rezerwat leśny położony w województwie kujawsko-pomorskim, powiecie nakielskim, gminie Kcynia. Początkowo zajmował powierzchnię 12,10 ha; w 2013 roku został powiększony do 17,34 ha.
Celem ochrony w rezerwacie jest zachowanie fragmentów łęgu wiązowo-jesionowego oraz grądu środkowoeuropejskiego w dorzeczu Noteci.
Obszar rezerwatu podlega ochronie ścisłej.

## Lokalizacja
Pod względem fizycznogeograficznym rezerwat znajduje się w mezoregionie Pojezierze Gnieźnieńskie, w pobliżu wsi Grocholin (między miastami Kcynia i Gołańcz).
Zajmuje fragment kompleksu leśnego, należącego do leśnictwa Laskowica, nadleśnictwo Szubin.

## Historia
Rezerwat został utworzony na mocy Zarządzenia Ministra Leśnictwa i Przemysłu Drzewnego z dn. 7 października 1967 r..

## Charakterystyka
Ochronie w rezerwacie podlega las łęgowy jesionowo-olszowy oraz las grądowy.
W zespole łęgu dominuje jesion wyniosły z domieszką olszy czarnej i lipy drobnolistnej. W warstwie krzewów występuje czeremcha zwyczajna, leszczyna i dziki bez czarny. W runie leśnym wiosną dominuje ziarnopłon wiosenny, a w późniejszym okresie wegetacji występuje podagrycznik pospolity, jaskier kosmaty, gwiazdnica gajowa i gajowiec żółty.
W lesie o charakterze grądu środkowoeuropejskiego dominuje starodrzew grabowo-dębowy, z domieszką jesionu wyniosłego. W słabo rozwiniętej warstwie krzewów spotyka się: leszczynę pospolitą, czeremchę zwyczajną, trzmielinę europejską i bez czarny. W warstwie roślin zielnych zwarte powierzchnie tworzy kokorycz pusta, ziarnopłon wiosenny, gajowiec żółty, prosownica rozpierzchła, podagrycznik pospolity i zawilec gajowy.
W rezerwacie rośnie również wiąz polny, który najlepsze warunki znajduje we wschodniej i północnej jego części. Wśród drzew o wymiarach pomnikowych, znajduje się pięć dębów szypułkowych.
Gatunki lokalnej fauny to m.in. żaba moczarowa, ropucha szara, jaszczurka żyworodna, świstunka leśna, sikora uboga oraz dziwonia.